# هانز جونار ليلجينوال
هانز جونار ليلينوال (من مواليد 9 يوليو 1941) هو لاعب خماسي حديث سويدي سابق، تسبب في استبعاد الفريق السويدي من دورة الألعاب الأولمبية الصيفية عام 1968 بسبب تعاطي الكحول.

## حياته المهنية
كان هانز أول رياضي يُستبعد من الألعاب الأولمبية بسبب تعاطي المخدرات، وذلك بعد إدخال اللجنة الأولمبية الدولية لوائح مكافحة المنشطات عام 1967. يقال إن هانز تناول بيرة واحدة لتهدئة أعصابه قبل حدث إطلاق النار بالمسدس. وفي النهاية اضطر الفريق السويدي إلى إعادة الميداليات البرونزية التي حصل عليها.
لم يكن الكحول مدرجًا على قائمة المواد المحظورة التي أصدرتها اللجنة الأولمبية الدولية لدورة الألعاب الأولمبية الصيفية لعام 1968.
وشارك هانز أيضًا في الألعاب الأولمبية في عامي 1964 و1972. في عام 1964 احتل المركز الحادي عشر فرديًا والرابع مع الفريق، وفي عام 1972 احتل المركز الخامس والعشرين والخامس على التوالي.